# Melike Pekel
Melike Pekel (München, 14 april 1995) is een Duits-Turks voetbalspeelster. Pekel werd in Duitsland geboren, maar komt internationaal uit voor het Turks nationaal elftal.
Pekel begon op zesjarige leeftijd bij FC Schrobenhausen in haar woonplaats Schrobenhausen met voetbal.
In het seizoen 2014–2015 werd ze met FC Bayern München landskampioen in de Bundesliga. 
In seizoen 2017–2018 werd ze met PSG tweede om het landskampioenschap in de Franse Division 1 Féminine en behaalde ze de Coupe de France Féminine.

## Statistieken
| Seizoen | Club     | Land      | Competitie          | Wedstrijden | Doelpunten |
| ------- | -------- | --------- | ------------------- | ----------- | ---------- |
| 2016/17 | Metz     | Frankrijk | Division 1 Féminine | 11          | 5          |
| 2017/18 | PSG      | Frankrijk | Division 1 Féminine | 8           | 0          |
| 2018/19 | PSG      | Frankrijk | Division 1 Féminine | 6           | 0          |
| 2018/19 | Bordeaux | Frankrijk | Division 1 Féminine | 5           | 0          |
| 2019/20 | Metz     | Frankrijk | Division 1 Féminine | 1           | 0          |
| Totaal  | Totaal   | Totaal    | Totaal              | 74          | 27         |

Laatste update: aug 2019

## Interlands
Op 19 augustus 2019 debuteerde Pekel voor het Turks nationaal vrouwenelftal in een vriendschappelijke wedstrijd tegen Albanië.